# Little Miss Muffet

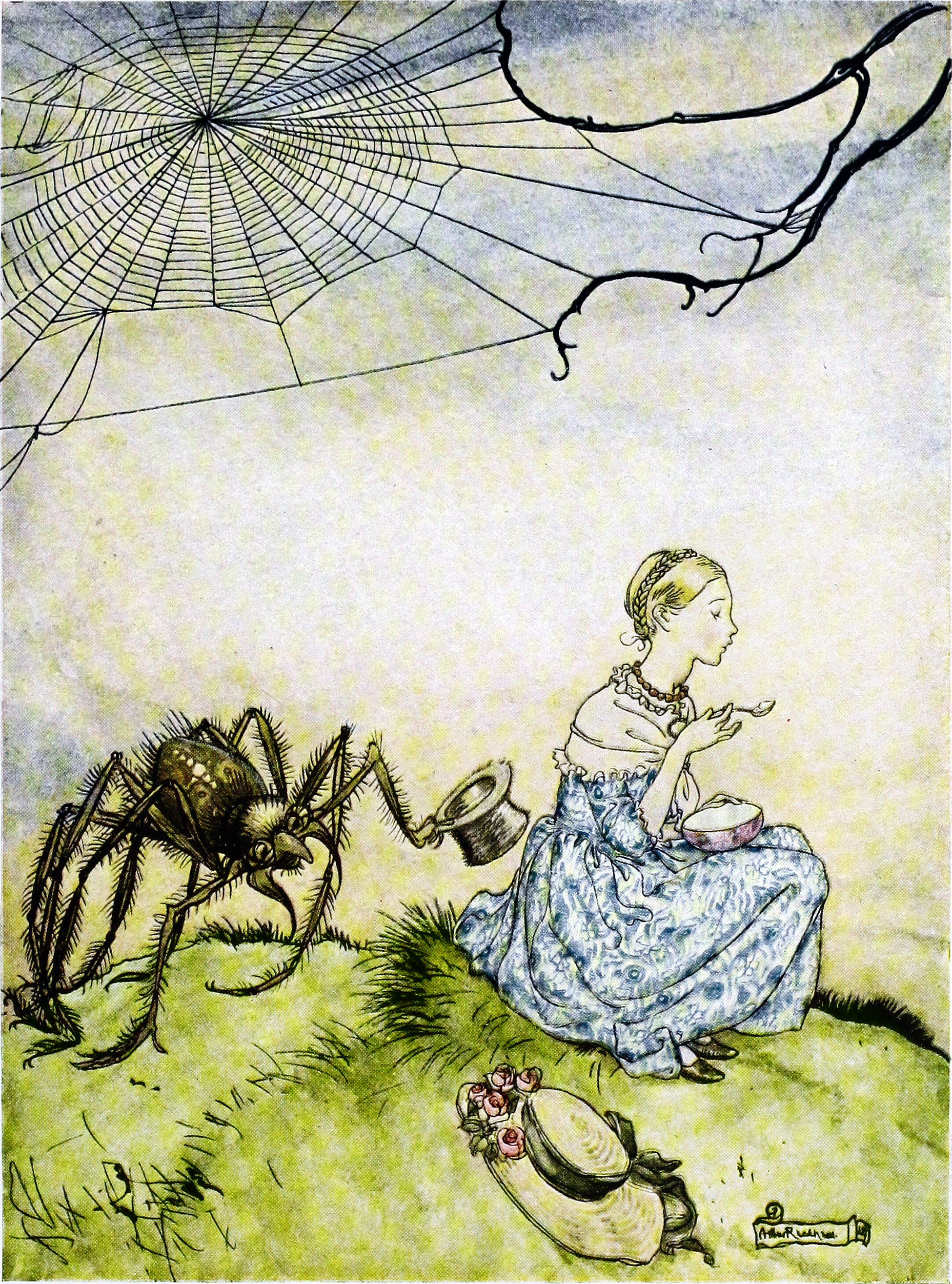
Noch ist Fräulein Muffet ahnungslos… (Illustration von Arthur Rackham, ca. 1912)

Little Miss Muffet (deutsch etwa „Kleines Fräulein Muffet“) ist ein alter englischer Kinderreim, der im Jahr 1805 erstmals veröffentlicht wurde, aber deutlich älter sein könnte. Er erfreut sich aufgrund seiner Reimverse und seines amüsanten Inhalts großer Beliebtheit – und weil bis heute niemand so recht weiß, was ein Tuffet sein könnte.

## Inhalt
Der Kinderreim handelt von einem kleinen Fräulein, das beim Quarkessen von einer großen Spinne erschreckt wird:
| Little Miss Muffet, Sat on a tuffet, Eating her curds and whey; There came a big spider, Who sat down beside her And frightened Miss Muffet away. | Das kleine Fräulein Muffet, Saß auf einem Tuffet, Ihre Quarkspeise essend. Da kam eine große Spinne, Die setzte sich daneben Und verscheuchte das Fräulein Muffet. |

## Geschichte

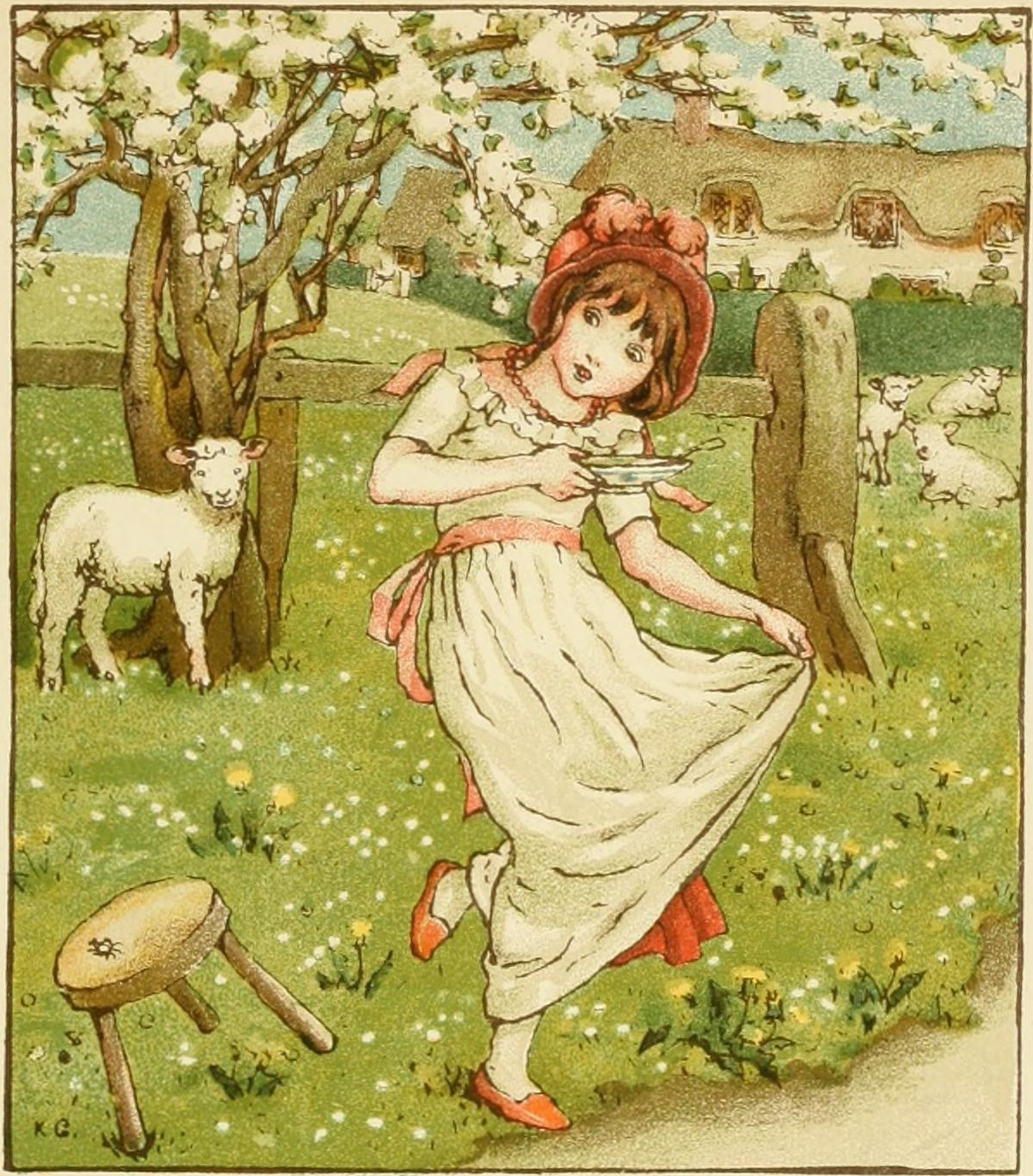
Fräulein Muffet springt von ihrem Schemel auf. Buchillustration von Kate Greenaway (um 1900).

Little Miss Muffet wurde laut der Enzyklopädie The Oxford Dictionary of Nursery Rhymes im Jahr 1805 in dem Buch Songs for the Nursery erstveröffentlicht. Er könnte aber deutlich älter sein, wie so viele alte Kinderreime. Der Reim erschien prompt in zahllosen Variationen, in denen das Fräulein und der Gegenstand, auf dem sie sitzt, umbenannt wurden, ohne die reimende Natur zu stören. Beispiele sind: Little Mary Ester sat upon a tester (1812) und Little Miss Mopsey sat in the shopsey (1842).
Dabei zeigt sich, dass Kinderreime wie Little Miss Muffet ihre reimende Natur und ihren scheinbar zusammenhanglosen Inhalt aus älteren Kinderreimen schöpfen. Ein solches Beispiel ist unter anderem Little Jack Horner aus dem Jahr 1720. Solche Kinderreime waren und sind deshalb so populär, weil sie kurz sind und sich dennoch einprägsam reimen. Dadurch sind sie auch für Kinder leicht zu erlernen und man kann sie sich gut merken. Dass sie außerdem keine Belehrungen und/oder Moralpredigten enthalten, steigert ihre Beliebtheit.
Eine mögliche Inspiration für Little Miss Muffet könnte Patience Muffet sein, die Tochter des britischen Arztes und Entomologen Thomas Muffet, der um 1600 lebte und wirkte. Es gibt allerdings Zweifel an dieser Überlegung, weil unerklärlich bliebe, warum zwischen der Lebenszeit von Patience Muffet und der Entstehung des Kinderreims rund 200 Jahre liegen und der Reim nicht schon viel früher niedergeschrieben und verbreitet wurde.

## Interpretationen
Bis heute erfreut sich der Kinderreim großer Beliebtheit, speziell in den Vereinigten Staaten und im Vereinigten Königreich. Dabei steht das Thema Arachnophobie (Angst vor Spinnen) im Vordergrund, der die Titelheldin zum Opfer fällt. Auffällig ist dabei, dass das Gedicht mit dem Schreckmoment durch die Spinne endet und nicht mehr fortgeführt wird. Es bleibt also offen, was aus dem Fräulein Muffet und/oder der Spinne geworden ist.
Literaturforscher beschäftigt die Frage, was es mit dem im Gedicht verwendeten Wort Tuffet auf sich hat. Am verbreitetsten (weil plausibel erscheinend) ist die These, dass es auf das englische Tuft zurückgeht und in etwa „Grasbüschel“ oder „Grashügel“ bedeutet. Die Form Tuffet wäre demnach eine Verniedlichung, vergleichbar mit den Wörtern Shopsey (von engl. Shop, deutsch „kleiner Laden“) und Tester (engl. für „Hocker“, „Stühlchen“) in beliebten Variationen des Gedichts. Solche Verniedlichungen sollen die Reimfähigkeit ähnlich klingender Wörter ermöglichen und/oder erhalten.
Eine zweite Interpretation bietet das Oxford English Dictionary an, wonach ein Tuffet ein kleiner, dreibeiniger Schemel sei. Tatsächlich existieren seit Veröffentlichung des Gedichts unzählige Postkartenmotive und Bilderbuch-Illustrationen, in denen Muffet wahlweise auf einem Grasbüschel sitzt oder von einem kleinen Schemel aufspringt.